# Crkva sv. Ante u Kninu
Crkva svetog Ante je franjevačka crkva u Kninu. Nalazi se u kompleksu starog franjevačkog samostana.
Izgrađena je na mjestu starohrvatske crkve. 

## Povijest
Prema starim zapisima franjevci se na podučju Knina javljaju još rane 1398. godine kad im je ban Pavao Kurjaković iz roda Gusića darovao posjede. Zapis je objavio Tadija Smičiklas Codex diplomaticus regni Croatiae Dalmatiae et Slavoniae" na stranici 398. i 399.,od datuma 10. Prosinca 1398. Original na pragmenti sa četiri pečata nalazi se u arhivi franjevačkog samostana u Ljubljani.
Franjevački samostan u Kninu spominje se 1469. god. Pripadao je Cetinskoj kustodiji, a 1514. god. Trsatskoj. Kad je Knin pao pod tursku vlast (1522.), samostan je srušen.
Nakon oslobođenja Knina (1688.) franjevci su osnovali hospicij, koji je 1708. godine proglašen samostanom.
Samostanske zgrade uređivale su se i nadograđivale kroz 18. stoljeće Samostan je iz temelja popravljen i proširen 1876. godine.
Gradnja crkve sa zvonikom (od 4 zvona) počela je 1860. i završena 1863. Zbog nestabilnosti terena crkva je 1911. temeljito popravljena. 
Crkva je bila oštećena u bombardiranju u Drugom svjetskom ratu, 1944. Kasnije je započela obnova koja je završila 1960. godine. Nakon rata izvršeni su nužni popravci, a temeljitija obnova bila je 1952. godine, osobito 1977. – 1979. godine.
God. 1705. izgrađena je, na mjestu gdje je vjerojatno bila starohrvatska crkva, nova crkva sv. Ante sa zvonikom. 
Početkom Domovinskog rata pobunjeni su Srbi oštetili samostan i opljačkali i oskvrnuli crkvu. 1993. crkva je bila zapaljena, a od nje su ostali samo zidovi.
Odmah nakon oslobođenja Knina 5. kolovoza 1995. u grad su se vratili franjevci koji su započeli obnovu samostana i pripadajuće mu crkve, prema projektima zagrebačkih arhitekata Nenada Fabijanića i Božidara Uršulića. Obnovljena je crkva blagoslovljena 6. prosinca 1998.
Od 2001. do 2003., zbog tonuća crkve i samostana, obavljeni su radovi kojima su učvršćeni temelji crkve sa sjeverne i samostana s istočne strane.

## Galerija
- Crkva
- Crkva i samostan
- Samostan
- Zvonik
- Pročelje crkve
- Crkva sv. Ante

## Vanjske poveznice
|  | Zajednički poslužitelj ima još gradiva o temi Crkva sv. Ante u Kninu |